# Loket (Karlovy Vary)
Loket (in tedesco Elbogen) è una città della Repubblica Ceca facente parte del distretto di Sokolov, nella regione di Karlovy Vary.
Il nome Loket in ceco significa letteralmente "gomito". Questo nome è dovuto alla particolare forma del corso del fiume Ohře, che con una curva a gomito circonda la città su tre lati.
Come in tutta la zona, fino alla fine della seconda guerra mondiale convivevano qui popolazioni germanofone e gente di etnia ceca.  Ancora oggi la città conserva traccia di tale convivenza nelle numerose iscrizioni sui monumenti, in gran parte redatte in lingua tedesca, in quanto antecedenti al 1945.

## Storia
Loket fu fondata nel XIII secolo e svolse un ruolo significativo nella storia della Boemia. La sua posizione strategica sulla via mercantile che collegava Praga con la Germania la rese un importante centro di commercio e difesa. La prima menzione scritta di Loket risale al 1234 in un documento che registra il primo burgravio reale. Durante il Medioevo, Loket fu frequentemente visitata da re e nobili boemi e servì come residenza temporanea per molti di loro.
Durante le guerre hussite, Loket divenne un punto focale di scontri tra le truppe cattoliche e gli ussiti, ma resistette grazie alle sue fortificazioni.
Nel XVI secolo, la città e il castello subirono numerosi cambiamenti amministrativi e architettonici.

Durante la Guerra dei Trent'anni, Loket fu teatro di scontri e cambi di potere. Nel 1621, la città fu assediata e bombardata dai bavaresi, causando gravi danni. La città e il castello furono occupati diverse volte durante il conflitto, subendo pesanti perdite economiche e demografiche.

## Il castello di Loket
Il Castello di Loket, uno dei principali punti di interesse della città, è stato costruito su una roccia che domina il fiume Ohře. Il castello è famoso per le sue robuste mura e per la sua storia intricata. Oltre ad essere una fortezza difensiva, il castello ha servito come prigione e ora è un museo che attira numerosi turisti ogni anno. Al suo interno, i visitatori possono esplorare le celle della prigione, la camera di tortura e diverse sale espositive che raccontano la storia della regione.

## Attrazioni e Cultura
Oltre al castello, Loket offre diverse altre attrazioni. La città vecchia è ben conservata, con strade strette e case storiche che risalgono al periodo gotico e rinascimentale. La chiesa di San Venceslao, situata vicino al castello, è un altro esempio di architettura storica.
Loket ospita anche diversi eventi culturali durante l'anno, tra cui festival medievali, concerti e spettacoli teatrali all'aperto. Questi eventi attraggono visitatori da tutta la Repubblica Ceca e dall'estero, contribuendo a mantenere viva la tradizione e la cultura della città.

## Nei Media
Loket ha guadagnato ulteriore fama internazionale come location per film. Il castello e il centro storico della città sono stati utilizzati per rappresentare una città del Montenegro nel film "Casino Royale" del 2006, parte della celebre serie di James Bond.

## Turismo
Loket è una destinazione popolare per i turisti che visitano la regione di Karlovy Vary. La città offre una combinazione unica di storia, cultura e bellezze naturali. I visitatori possono passeggiare lungo le rive del fiume Ohře, esplorare i sentieri circostanti e godere della vista panoramica dal castello.